# Coleophora tariata
Coleophora tariata é uma espécie de mariposa do gênero Coleophora pertencente à família Coleophoridae.